# Così è la vita (film 1986)
Così è la vita (That's Life!) è un film del 1986 del regista Blake Edwards, interpretato da Julie Andrews, Jack Lemmon, Jennifer Edwards (che è la figlia del regista) e Chris Lemmon (figlio dell'attore).

## Trama
Harvey sta per compiere 60 anni e la famiglia Fairchild si riunisce per festeggiarlo. L'uomo è ipocondriaco ed è certo di essere affetto da uno svariato numero di disturbi di varia natura. La moglie Gillian, invece, potrebbe essere davvero malata: attende il responso di un esame, ma non lo dice a nessuno dei suoi parenti.